# イングヴァリ1世
イングヴァリ1世（イングヴァリ・ヤロスラヴィチ）（ロシア語:Ингварь Ярославич、ウクライナ語:Інгвар Ярославич、1152年頃 - 1220年?）は、ルーツク公（在位：1180年 - 1220年頃）、キエフ大公（在位：1202年、1214年）、ヴォルィーニ公（在位：1209年 - 1210年）。ヤロスラフ2世とボヘミア公ヴラディスラフ2世の娘との間の子。

## 生涯
1201年、キエフ大公ロマンによってリューリクがキエフから追放されると、キエフ大公の座にはイングヴァリが就いた。しかし1203年1月、リューリクはチェルニゴフ公国とポロヴェツ族との同盟を結び、キエフを占領した。この時のイングヴァリの動向を明確に示す資料はないが、おそらく、キエフが包囲される前に逃亡したと考えられる。
1208年、ポーランド大公レシェク1世と、マゾフシェ公コンラト1世が、ウラジーミル・ヴォリンスキーからヴォルィーニ公スヴャトスラフ(ru)を追放した。そして1209年には、イングヴァリは甥のアレクサンドルからヴォルイーニ公の座を受け取っている。イングヴァリはしばらくヴォルィーニ公の座にあったが、1210年、レシェクとイングヴァリとの合意を是としないボヤーレ。たちが、公の座を再びアレクサンドルに引き渡した。
1214年、リューリクが死ぬと、キエフ大公となったフセヴォロドはキエフ公国内のモノマフ一門の所有地を全て没収することを決め、軍を起こした。イングヴァリはヴィーシュホロドとキエフへ向かうムスチスラフ・ムスチスラヴィチの軍に加わった。その後、しばらくの間キエフ大公の座に就いていたが、後に講和が結ばれると自領のルーツクへ戻った。イングヴァリの死後、ルーツク公は弟のムスチスラフが継いだ。

## 妻子
妻の名は不明である。子には以下の人物がいる。
- イジャスラフ - ドロゴブージ公
- スヴャトスラフ（諸説あり） - シュムスク公
- ヤロスラフ - ルーツク公、メドズィボジュ公
- ウラジーミル(ru) - ルーツク公
- グレミスラヴァ(ru)（? - 1258年） - 1207年、クラクフ公レシェク1世と結婚。なお15世紀のポーランドの歴史家ヤン・ドゥウゴシュは、結婚を1220年と伝えている[3]。

公座の置かれた都市はドロゴブージュ、シュムシク、ルーツク、メドズィボジュ(ru)、クラクフを参照。